# Four Leaf Towers
Four Leaf Towers es un complejo residencial de gran altura ubicado en Houston, Texas, Estados Unidos, en la San Felipe Street, adyacente al distrito Uptown Houston. Fue diseñado por el arquitecto argentino César Pelli.

## Descripción
Diseñadas por el arquitecto Cesar Pelli y construidas en 1982, las dos torres de 40 plantas del complejo contienen 200 apartamentos cada una y se encuentran en una zona ajardinada.
La escultura al aire libre, "Polygenesis" de Beverly Pepper se encuentra en la parte delantera del complejo.

## Historia
A las 4:15 a. m. del 13 de octubre de 2001, se inició un incendio en una vivienda de la quinta planta en la torre oeste. El capitán de bomberos del Departamento de Bomberos de Houston, Jay Jahnke, murió mientras luchaba contra el fuego. Finalmente el incendio fue apagado tras el trabajo de más de 175 bomberos.